# Alsou (album 2001)
Alsou è il primo album in studio in lingua inglese della cantante russa Alsou, pubblicato nel 2001.

## Tracce
1. Before You Love Me – 2:53
2. What Your Girl Don't Know – 3:39
3. He Loves Me – 3:40
4. Let It Be Me – 3:44
5. 3 Strikes – 3:25
6. Teardrops – 4:08
7. Not Over Yet – 4:14
8. Butter Wouldn't Melt – 3:23
9. 100% Natural – 3:02
10. Solo – 2:56
11. Never A Day Goes By – 3:23
12. Break The Silence – 4:37
13. Now I Know – 4:01
14. You're My #1 (con Enrique Iglesias) – 4:34